# Sylvia Aguilar Zéleny
Sylvia Aguilar Zéleny (Hermosillo, Sonora, México, 21 de septiembre de 1973) es una escritora y catedrática mexicana. Autora de cuentos y novelas en los que explora temas alrededor de la infancia, la vida en la frontera entre México y Estados Unidos y la normalización de la violencia familiar y de género.
Es directora del Programa de Escritura Creativa en la Universidad de Texas. Entre sus obras, se encuentran: El Libro de Aisha (Literatura Random House, 2021), The Everything I Have Lost (Cinco Puntos Press, 2019) y Basura (Nitro-Press, 2018). Escribe tanto en su lengua materna, el español, como en inglés. En su segundo idioma ha publicado una serie de seis novelas para adolescentes titulada Coming Out, (Epic Press, 2015). Ha sido becaria del Fondo Estatal para la Cultura y las Artes (Instituto Sonorense de Cultura) y del Fondo Nacional para la Cultura y las Artes (FONCA) de la Secretaría de Cultura del Gobierno de México.

## Biografía
Nació en 1973 en Hermosillo Sonora, México. Es la menor de cuatro hermanos; su madre Silvia Isabel Zéleny fue además de maestra de primaria y secundaria, quien en la infancia la rodeó de cuentos y de libros y la influenció en la lectura. Estudió Literaturas Hispánicas en la Universidad de Sonora. Originalmente pensaba dedicarse a la traducción de textos literarios pero en el desarrollo de su carrera se adentró en la escritura.
Durante sus primeros años de escritura colaboró en periódicos y revistas locales como Alta Noche y El Capital. Su primer libro fue la colección de relatos Gente menuda (México: Voces del Desierto, 1999). Tomó talleres de Creación Literaria con Abigael Bohórquez, Héctor Manjarrez, David Martín del Campo y Cristina Rivera-Garza. Formó parte del Laboratorio Fronterizo de Escritores de Tijuana-San Diego (2006) ideado y dirigido por Cristina Rivera Garza.
Posteriormente estudió una maestría en Estudios Humanísticos en el Instituto Tecnológico de Monterrey, campus Sonora. En 2010 trasladó su residencia a la ciudad de El Paso, Texas para cursar la maestría en Escritura Creativa de la Universidad de Texas donde es directora del Programa de Escritura Creativa en Línea y profesora de narrativa y de literatura escrita por mujeres a nivel de licenciatura y posgrado. Es creadora y coordinadora de CasaOctavia, residencia para escritoras e integrantes de la comunidad LGBT en El Paso, Texas. Desde 2020 colabora mensualmente en la revista Este País.
En 2020 y a raíz del confinamiento originado por el COVID-19 Sylvia Aguilar Zéleny y la escritora Isabel Díaz Alanís crearon juntas Inventario podcast, en el que hablan sobre libros escritos por mujeres escritoras tanto en Iberoamérica como en Estados Unidos. El primer episodio salió al aire el 8 de abril de 2020 y han producido 16 episodios.

## Frontera y escritura
Sylvia Aguilar Zéleny nació y creció en Sonora, estado mexicano que colinda con Arizona, Estados Unidos y desde 2010 reside en la ciudad El Paso, Texas. Esta situación fronteriza formó su producción literaria, ya que para ella es en el “cruce, el puente” donde se intersecan tanto lenguaje como forma, elementos de interés en su producción literaria: 

"Mi escritura, creo, busca observar las disparidades, las casualidades y causalidades; no me puedo escapar de historias con personajes que son parte de un cruce y estructuras que cruzan géneros. Yo siento que ya no puedo escribir cuentos lineales o de largo aliento. Busco el fragmento, corto y pego, apelo a la investigación, al testimonio; juego más" 

En este sentido, es en la forma dónde Aguilar Zéleny ha profundizado en su investigación alejándose del cuento y la ficción para adentrase en la novela y la auto ficción o crónica personal. En su novela El Libro de Aisha (Random House, 2020) la escritora hace una investigación sobre su propia familia para contarnos la historia de una hermana que un día desapareció para convertirse al islam tras su matrimonio."La escritura para mí es un laboratorio gigante. El tema o el personaje en el que trabajo es un sujeto que investigo y persigo. Leo muchísimo antes de finalmente sentarme a escribir, me empapo de literatura, ensayos, documentales o películas. Hago pruebas, inicio un párrafo con un tipo de narrador, reescribo hasta dar con aquel que me va a ofrecer lo que busco".

## Obras

### Novelas
- Una no habla de esto (México: Fondo Editorial Tierra Adentro, 2007)[9]
- Todo eso es yo (México: Instituto Tamaulipeco para la Cultura y las Artes, 2016)[10]
- El Libro de Aisha (España: Enjambre Literario, 2018; México: Random House, 2021)
- Basura (México: NitroPress, 2018)
- The Everything I Have Lost (USA: Cinco Puntos Press, 2019)

### Cuentos
- Gente menuda. México: Voces del Desierto. (1999)[11]
- No son gente como uno: México: Instituto Sonorense de Cultura (2004)[12]
- Nenitas: México: Nitropress. (2012)
- Señorita Ansiedad y otras manías. México: Kodama Cartonera (2014)

## Reconocimientos
- National Endowment for the Arts; Translation Fellow, 2021, para la traducción de su novela Basura. La traducción la realizará el poeta y traductor JD Pluecker (Houston, TX)[13].
- Premio Nacional de Novela Tamaulipas, 2014, con la novela "Todo eso es yo"
- Premios Literarios Estatales Ciudad de La Paz, 2013, Ganadora en la categoría de Cuento con el libro Nenitas, Nitro Press (2013)
- Concurso de Cuento Cristina Rivera Garza, Toluca, Estado de México, 2005.
- Concurso del Libro Sonorense, Instituto Sonorense de Cultura, 2003 con el libro No son gente como uno, Instituto Sonorense de Cultura (2004)[14][15]
- Becaria del Fondo Estatal para la Cultura y las Artes (Instituto Sonorense de Cultura)
- Becaria del Fondo Nacional para la Cultura y las Artes (FONCA) de la Secretaría de Cultura del Gobierno de México.[15]